# Dicrania velutina
Dicrania velutina är en skalbaggsart som beskrevs av François Louis Nompar de Caumont de Laporte 1832. Dicrania velutina ingår i släktet Dicrania och familjen Melolonthidae. Inga underarter finns listade i Catalogue of Life.